# Pingasa blanda
Pingasa blanda är en fjärilsart som beskrevs av Arnold Pagenstecher 1900. Pingasa blanda ingår i släktet Pingasa och familjen mätare. Inga underarter finns listade i Catalogue of Life.